# 여운
여운(旅耘, 1981년 9월 9일 ~ )은 대한민국의 래퍼로 에어 라이즈로 활동하였다. 여운은 에어 라이즈로 데뷔하기 전, 최근 랩퍼를 합격했으나, 2004년 에어 라이즈의 첫 정규 앨범 'Away'로 데뷔하기에 이르렀다.

## 학력
- 과천고등학교
- 서울예술대학 방송연예과

## 예능
- 전국최강 슈팅스타 (KBS)
- 섹션 TV 연예통신 (MBC)

## 앨범
- 2004년 정규 1집 《Away》 대표곡 : 바보처럼, Away